# Krai de Perm
Krai de Perm (en ruso: Пермский край, Permski krai) es uno de los nueve krais que, junto con los cuarenta y siete óblast, veintidós repúblicas, cuatro distritos autónomos y tres ciudades federales, conforman los ochenta y cinco sujetos federales de Rusia. Su capital es la homónima Perm. Está ubicado en el distrito Volga limitando al norte con Komi, al este con Sverdlovsk, al sur con Baskortostán y al oeste con Udmurtia y Kírov.
Permiakia mantuvo su estatus autónomo durante el periodo de transición (2006-2008), así como un presupuesto particular dentro del krai. Pasado este período, el presupuesto de Permiakia está sujeto a las leyes presupuestarias del krai de Perm. El periodo de transición fue implantado debido a que Permiakia depende en gran medida de subsidios federales y un corte abrupto de estos podría ser perjudicial para su economía.

## Huso horaria

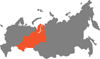
Mapa del huso horario del krai de Perm.

El krai de Perm se encuentra en el huso horario de Ekaterimburgo (YEKT/YEKST).

## Geografía
El krai de Perm está situado en el este de la llanura de Europa oriental y en la vertiente occidental de los montes Urales Medios. El 99,8 % de su área se encuentran en Europa, con un 0,2 % en Asia. El krai tiene por límites: al norte, la república de Komi; al noroeste, el óblast de Kírov; al suroeste, la república de Udmurtia; al sur, la república de Bashkortostan; y al este, el óblast de Sverdlovsk.  Algunos datos geográficos:
- longitud N-S: 645 km;
- longitud E-O: 417,5 km.
- punto más alto: monte Tulymski Kamen (1496 m)
- fronteras: más de 2200 km

### Ríos
Los ríos que discurren por el krai de Perm pertenecen todos a la cuenca del río Kama, el mayor afluente del río Volga. Hay más de 29 000 ríos y arroyos en el krai de Perm, con una longitud total de más de 90 000 km. Solo dos ríos en el krai tienen longitudes superiores a 500 km: el propio río Kama (1805 km) y el río Chusovaya (592 km). Hay unos cuarenta ríos con una longitud entre 100 km y 500 km, siendo los más largos:
- río Sylva — 493 km
- río Kolva — 460 km
- río Víshera — 415 km
- río Yayva — 403 km
- río Kosva — 283 km
- río Kosá — 267 km
- río Veslyana — 266 km
- río Inva — 257 km
- río Obva — 247 km

También hay muchos ríos pequeños, pero algunos de ellos tienen un significado histórico, como por ejemplo el río Yegoshikha, encuya desembocadura fue fundada la ciudad de Perm. 

### Clima
Tiene clima continental, con inviernos largos y con muchas nevadas. Las temperaturas medias en enero varían desde los -18 °C, en la parte noreste del krai, a -15 °C, en la parte suroeste. El récord de temperaturas más bajas es de -53 °C, en el norte.

### Minerales
El krai de Perm es rico en minerales, lo que puede explicar su variado relieve en zonas montañosas y llanas. Se producen: petróleo, gas natural, oro, diamantes, cromitas, turba, piedra caliza, materiales de construcción y otros.
El petróleo en su área fue descubierto por primera vez en el año 1929, cerca del asentamiento de Verjnechusovskíe Gorodkí. En la actualidad se conocen más de 180 campos de petróleo y gas. Entre ellos están siendo explotados: 89 de petróleo; 2 de gas; y 18 tanto de petróleo como gas. La mayoría de ellos son pequeños y se localizan en los distritos del centro y sur del krai. Los campos del norte están menos desarrollados a causa de que aparecen a gran profundidad bajo capas de sal.
El carbón ha sido extraído en el krai de Perm desde hace más de 200 años y durante mucho tiempo tuvo un papel importante en el balance de combustible y energía en la región. Su explotación fue máxima en 1960, cuando se llegó a los 12 millones de toneladas, para después ir disminuyendo sin que haya exploración de nuevos campos.
En Perm se encuentra el depósito de sales de potasio de Verjnekámskoie, uno de los más grandes del mundo. Su superficie es de aprox. 1800 km² y el espesor de las capas de sal llega a los 514 m.

### Flora y fauna
Los bosques cubren cerca del 71% de la superficie del krai, con predominio de los bosques de coníferas, aumentando el porcentaje de bosques caducifolios de norte a sur.
Hay 62 especies de mamíferos, más de 270 especies de aves, 39 especies de peces, 6 especies de reptiles y 9 especies de anfibios. En el krai de Perm se han establecido dos reservas naturales (zapovédnik): Basegui y Víshera.

## Galería

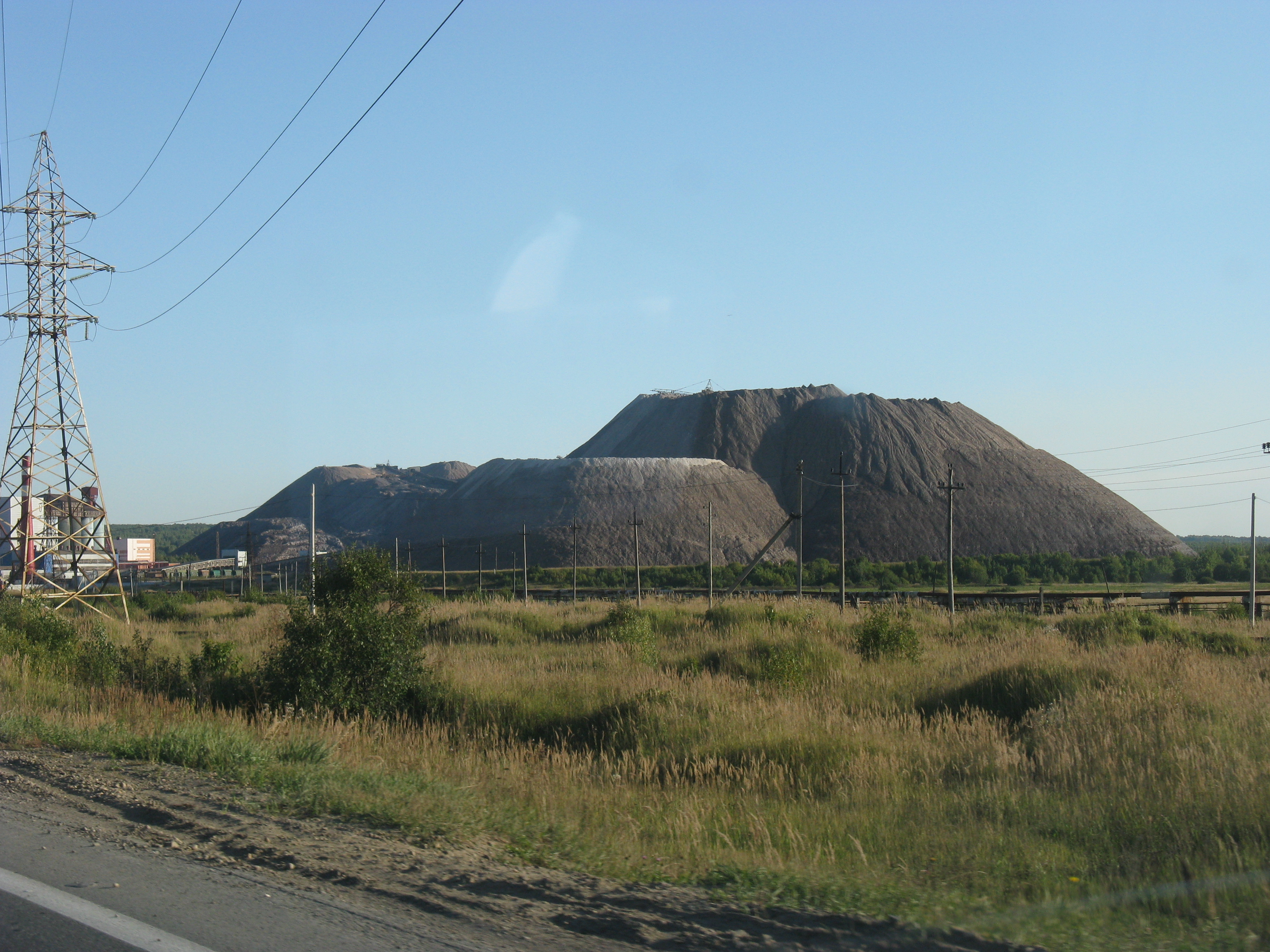
Vertedero de sal en Solikamsk
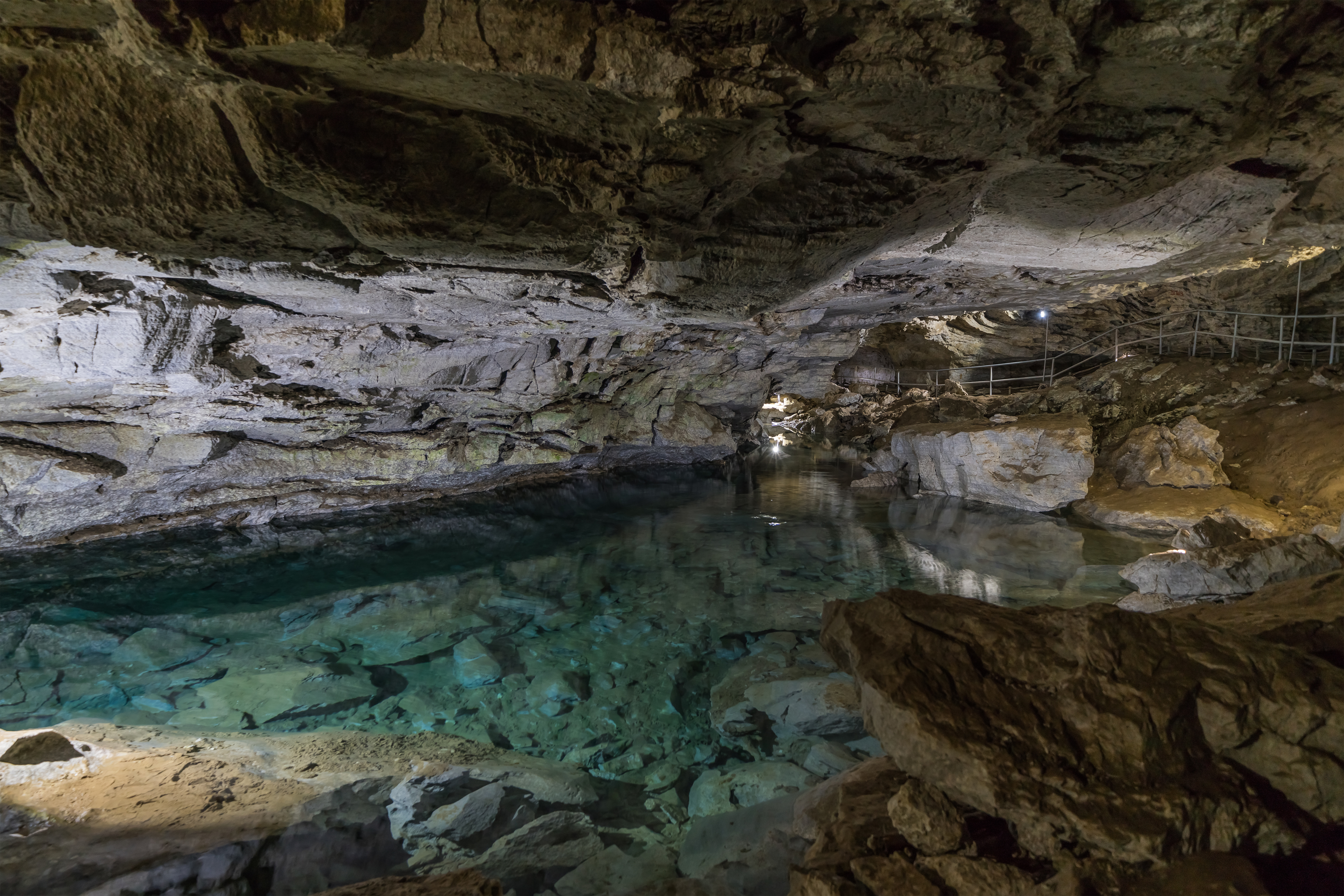
Cueva de hielo de Kungur
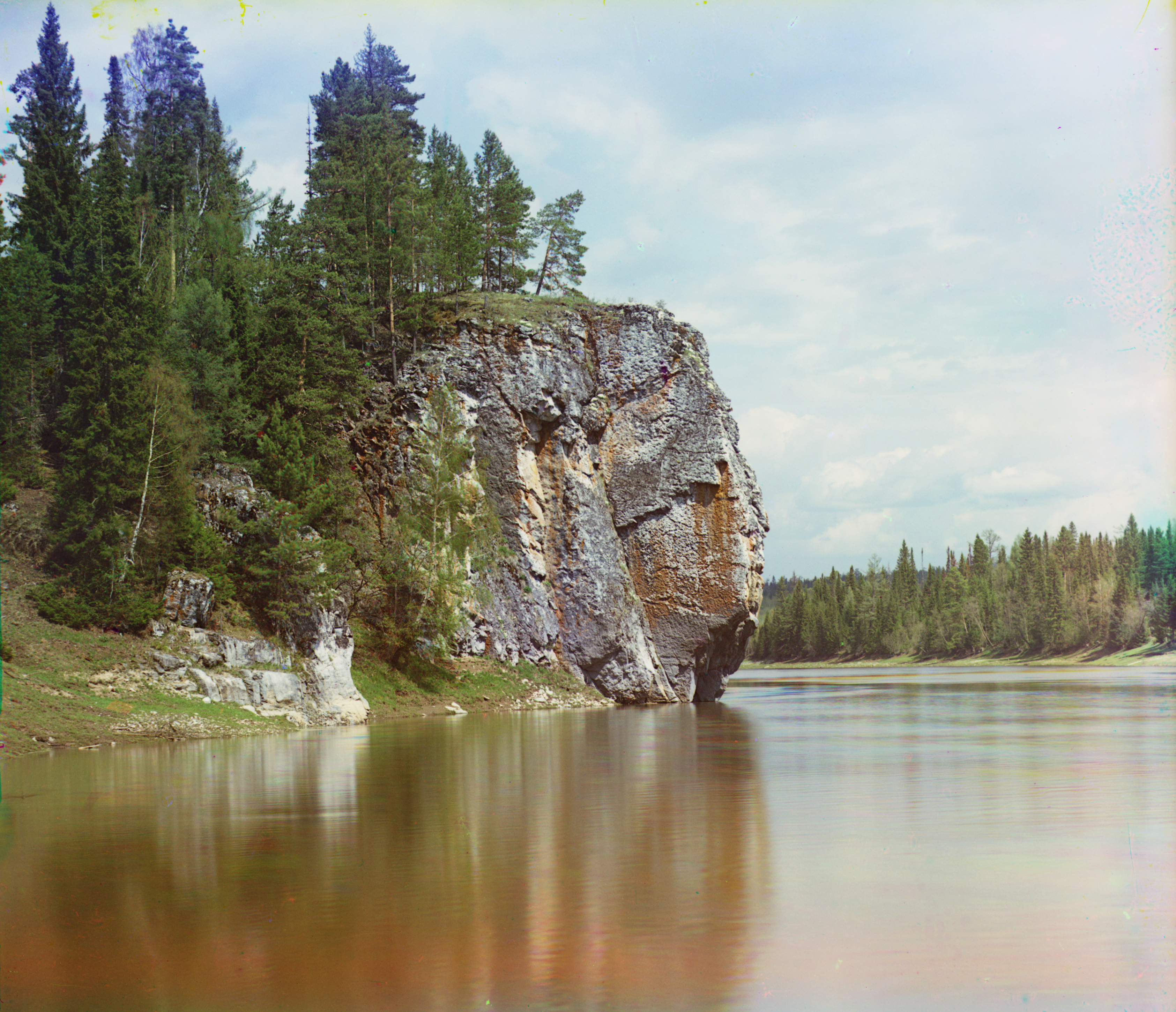
Río Chusovaya
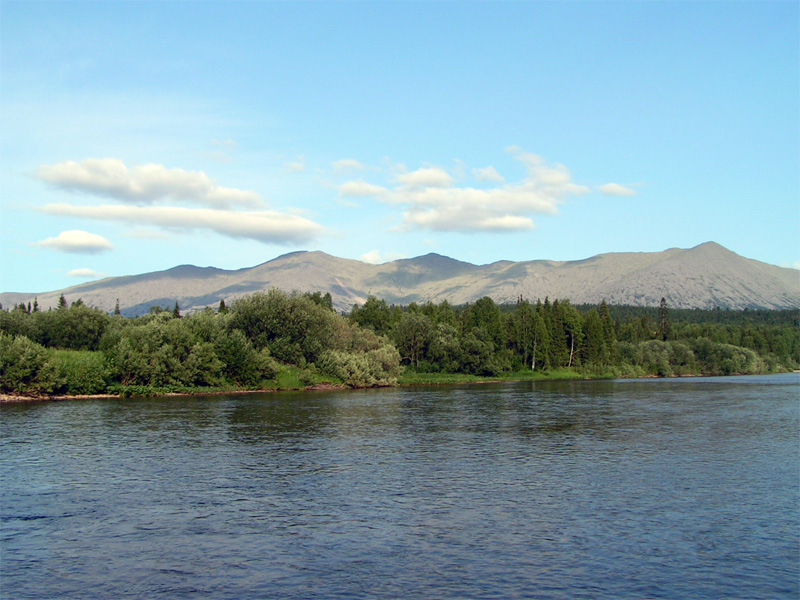
Río Víshera